# Agrias philatelica
Agrias philatelica är en fjärilsart som beskrevs av Devries 1980. Agrias philatelica ingår i släktet Agrias och familjen praktfjärilar. Inga underarter finns listade i Catalogue of Life.